# Bachia dorbignyi
Espèce
Synonymes
- Chalcides dorbignyi Duméril & Bibron, 1839

Bachia dorbignyi est une espèce de sauriens de la famille des Gymnophthalmidae.

## Répartition
Cette espèce se rencontre au Rondônia au Brésil, dans le Nord du Paraguay, dans l'Est de la Bolivie et dans le Sud-Est du Pérou.
Sa présence est incertaine au Mato Grosso.

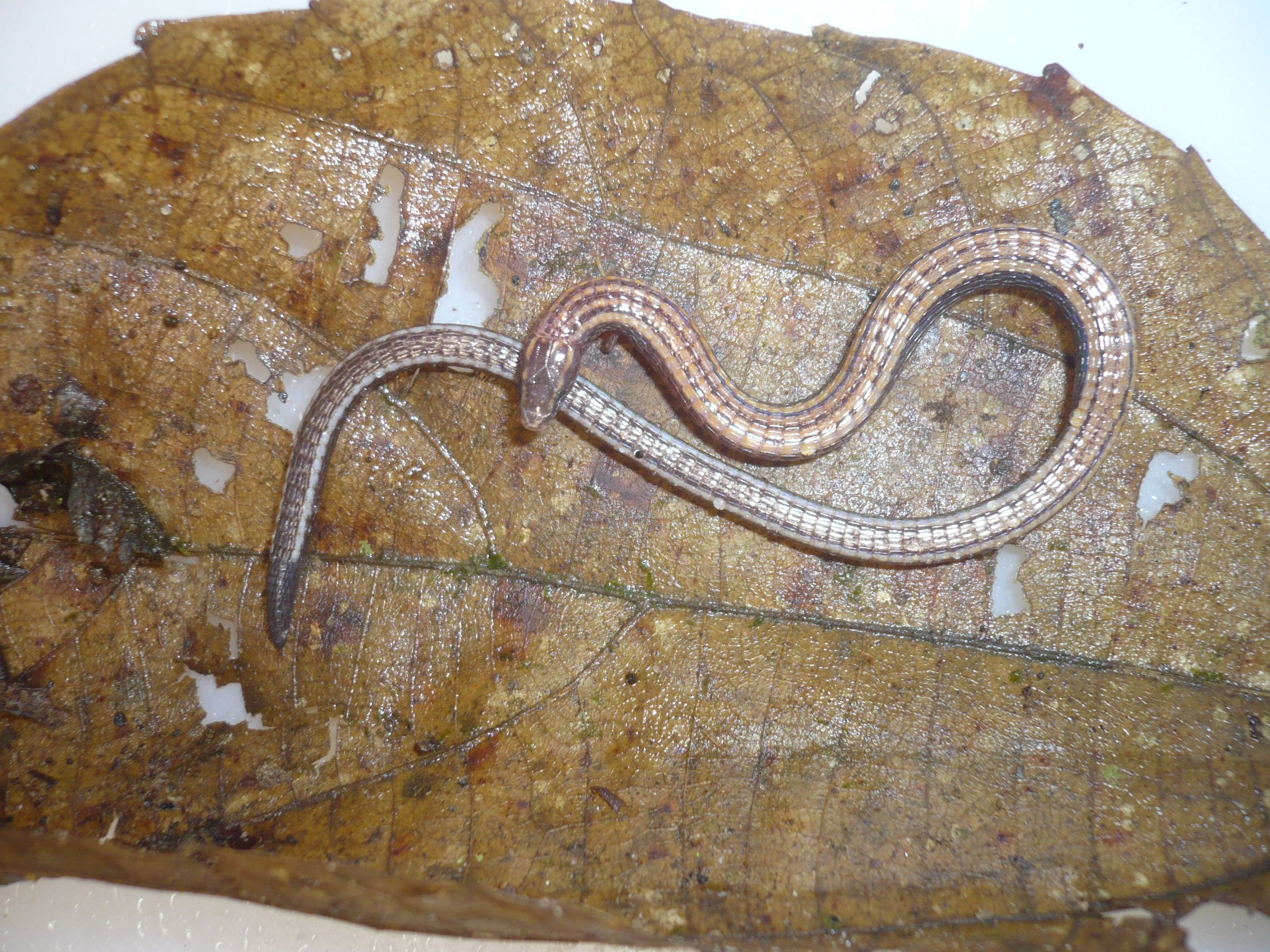
Bachia dorbignyi

## Étymologie
Cette espèce est nommée en l'honneur d'Alcide Dessalines d'Orbigny.

## Publication originale
- Duméril & Bibron, 1839 : Erpétologie Générale ou Histoire Naturelle Complète des Reptiles. vol. 5, Roret/Fain et Thunot, Paris, p. 1-871 (texte intégral).